# Xian de Wangmo
Le xian de Wangmo (chinois : 望谟县 ; pinyin : Wàngmó xiàn) est un district administratif de la province du Guizhou en Chine. Il est placé sous la juridiction de la préfecture autonome buyei et miao de Qianxinan.
On y parle notamment le Miao de Xinzhai.

## Démographie
La population du district était de 260 012 habitants en 1999.